# El día de todas las almas
El día de todas las almas (en holandés : Allerzielen) es una novela del escritor holandés Cees Nooteboom, publicada en 1998. La primera novela de Nooteboom después de la exitosa novela corta La historia siguiente fue recibida con especial atención en Alemania en particular, ya que su escenario es el Berlín reunificado y trataba sobre la relación entre holandeses y alemanes y sus diferentes mentalidades.

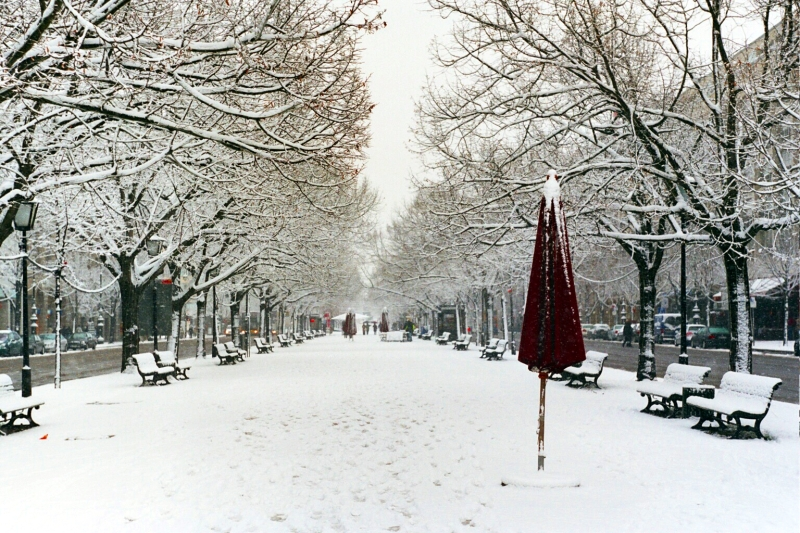
Berlín, Unter den Linden en invierno

## Argumento
Arthur Daane, un documentalista holandés de 44 años, vive solo desde la muerte de su esposa Roelfje y su hijo Thomas en un accidente aéreo. La discontinuidad de su trabajo hace que se hospede en hoteles, y en apartamentos de colegas de diferentes países en todo el mundo. Su propio apartamento escasamente amueblado en Ámsterdam le sirve principalmente como oficina. Berlín ejerce una atracción especial sobre Daane. La melancolía histórica de la capital alemana armoniza con sus propios estados de ánimo, y cree que puede sentir la inmensidad del Este en Berlín. Allí también viven sus amigos: el escultor holandés Víctor Leven, el filósofo alemán Arno Tieck y la física y galerista rusa Zenobia Stejn. Daane discutió con ellos durante toda la noche en el pueblo vinícola de Heinz Schultze en el Palatinado sobre Hildegard von Bingen, Hegel y Nietzsche, la historia alemana, el estilo de vida y la cocina casera. Además de este triunvirato, solo Erna tiene un fuerte significado para Daane; ella, que es su mejor y más antigua amiga, siempre lo trae de vuelta a la tierra con su manera directa en sus llamadas telefónicas regulares.
Para Daane, su trabajo es ante todo un medio de ganarse la vida. Se resiste a las leyes del mercado, que los editores de televisión creen que requieren acción en lugar de reflexión. En su tiempo libre, trabaja en su propio proyecto cinematográfico, su "colección" de escenas aparentemente inconexas y fragmentos de películas, que espera que en algún momento formen un gran todo. Quiere capturar las cosas que en realidad no vale la pena grabar: El ruido. Lo que ningún hombre trata. Erna, por otro lado, breve y sucintamente llama a su trabajo "murmurando".
Cuando Daane llega de nuevo a Berlín en un frío invierno de finales de la década de 1990, su llegada va acompañada de una acumulación inusual de accidentes y muertes. Una enfermera del Ejército de Salvación lo llama para ayudar a un hombre borracho que yace al costado de la carretera en medio de una ráfaga de nieve. En una parada de autobús desierta, tiene su última conversación con una anciana que espera en vano y muere el mismo día. Una mujer policía que quiere prohibir a Daane filmar en una obra provoca un accidente con el coche de policía. Por la noche, el exviolinista Galinsky muere en presencia de Daane y sus amigos, sentado todavía en su lugar habitual en el bar de vinos de Schultze.

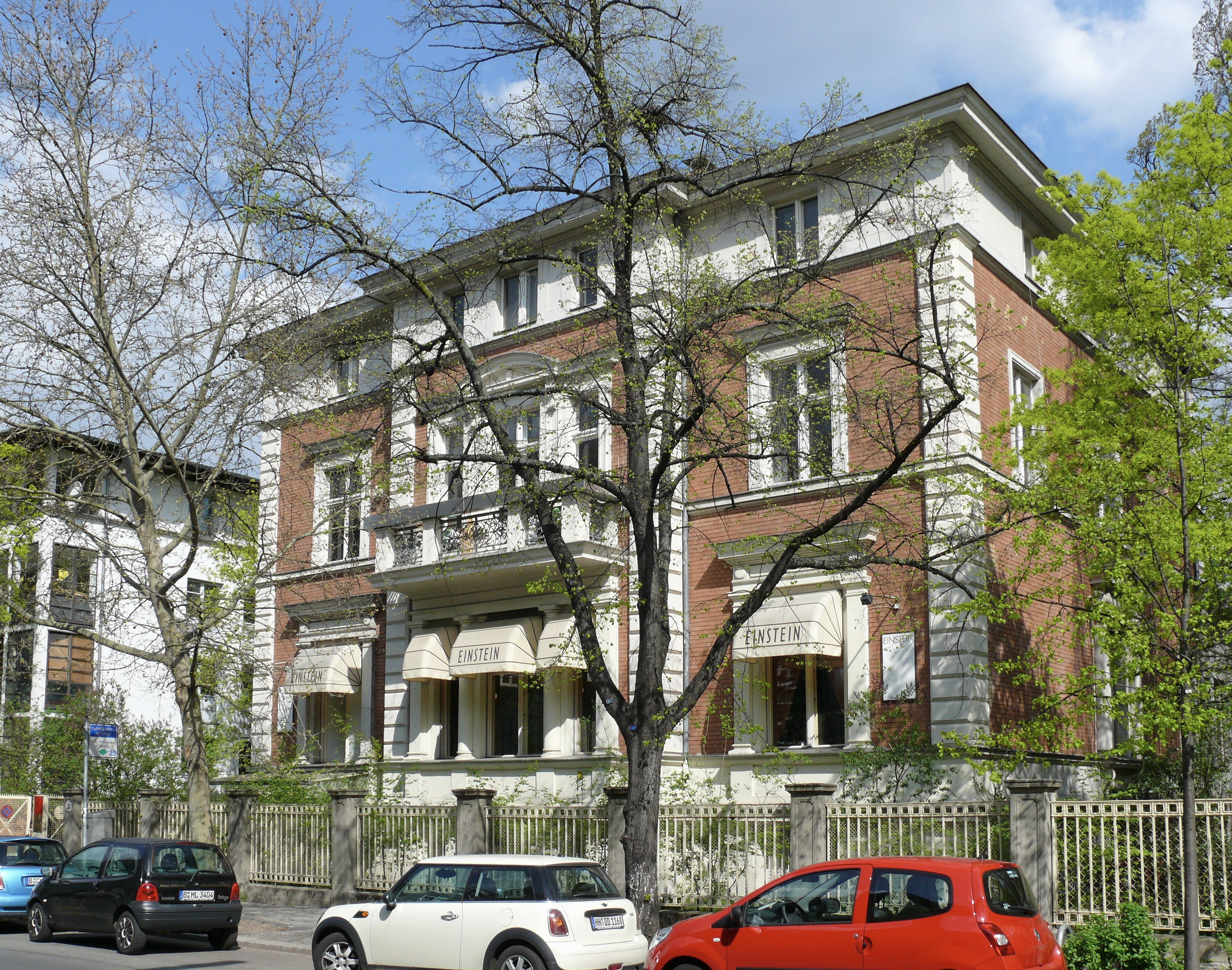
Café Einstein en Kurfürstenstrasse

Daane también se encuentra con una joven de "ojos chispeantes" y "cabeza bereber", a la que se le adelanta en el Café Einstein cuando coge el diario El País, lo cual provoca una mirada desagradable. Cuando más tarde la vuelve a encontrar en las calles de Berlín, la sigue hasta la Biblioteca Estatal, donde habla con ella. Se entera de que su nombre es Elik Oranje, nació en España de madre alcohólica y padre magrebí desconocido. A los diez años llegó a los Países Bajos, donde fue criada por su abuela. Ahora está estudiando historia y trabajando en su disertación sobre la reina Urraca I de León. Pero incluso cuando se acercan, Elik no le cuenta a Arthur sobre sus heridas, que la hicieron solitaria, sobre el origen de su cicatriz facial y no le da su dirección o número de teléfono. Cada vez que se pone en contacto con él, aparece de repente en su apartamento, arañando la puerta como un gato. Durante una velada en los Hackeschen Höfen, Elik le da a Arthur una idea de la parte oculta de su ser. Ella busca un desafío en un bar del sótano frecuentado por skinheads, bailando furiosamente a la música dirigida contra ella como extranjera, hasta que provoca una pelea en la que Daane resulta herido antes de que huyen.
Daane viaja a Kyoto por unas semanas. Allí filma el "silencio" en los templos budistas y recupera la conciencia. Pero cuando regresa, Elik Oranje se ha ido. Todo lo que dejó fue una carta de despedida a su amigo Arno Tieck, que fue enviada desde la dirección de su abuela en De Rijp. Arthur Daane sigue el rastro que lo lleva hasta Madrid, donde encuentra a Elik en el Archivo Nacional. Pero su primera mirada le deja claro que no debería haber venido. Se entera de que durante su viaje a Japón, Elik notó que estaba embarazada. Ella abortó al niño que no estaba destinado a ser un "sustituto" de Daane Thomap. La enfurecida Daane responde que tiene muerte a su alrededor y se pelean. Daane se emborracha esa noche y, de camino a casa, skinheads lo asaltan. Cuando defiende su cámara del robo, lo golpean brutalmente.
Daane sobrevive a las heridas. Se despierta de mala gana tras experiencias cercanas a la muerte en un hospital de Madrid. Sus amigos de Berlín lo visitan allí, le traen la salchicha del Palatinado de Schultze y el silencioso Víctor baila un claqué al lado de su lecho de enfermo, lo que Arthur entiende como una petición ritual para que se levante. Se entera de que una mujer joven también estaba vigilando su cama, diciendo que se iba a Santiago de Compostela. Cuando Arthur, todavía convaleciente, es dado de alta del hospital y sale de Madrid en su viejo Volvo, pasa el desvío a Santiago y sigue la carretera hacia el norte.

## Forma
Aunque las críticas a menudo se refieren a ella como una novela histórica, un Künstlerroman, una novela rosa o una gran novela social , El día de todas las almas  tiene principalmente una forma episódica, en la que las reflexiones y las observaciones se entrelazan y resultan solo en una trama suelta. Los medios cinematográficos del protagonista Arthur Daane también se reflejan en la novela, que no solo juega con el vocabulario cinematográfico, sino también con los ángulos de cámara virtuales. Roland H. Wiegenstein resumió la técnica de Nooteboom: “Combina primeros planos y planos medios largos en planos largos. Un director de fotografía que trabaja con palabras en lugar de lentes y películas.
El narrador autoral, que narra la novela en tercera persona pero desde el punto de vista de Arthur Daane, es interrumpido en varios momentos por un coro en primera persona del plural. Ofrece una segunda perspectiva narrativa y observa a las personas desde un punto de vista no humano, sino en un papel de mero espectador, sin poder intervenir: "¿Y quiénes somos? Digamos tal vez, el coro. Alguna instancia registradora que pueda ver un poco más allá que vosotros, pero sin tener ningún poder, aunque tal vez sea el caso de que lo que estamos observando sólo se produzca a través de nuestra mirada." El coro hace referencia a sus modelos del teatro clásico de Sófocles y la Medea de Eurípides, y al Enrique V de Shakespeare. Al mismo tiempo recuerda a los ángeles modernos de la película de Wim Wenders Der Himmel über Berlin. Está reservado al el coro concluir la novela con anuncios emitidos con mucha antelación: “No debéis prometeros nada de nuestras cuatro palabras.” Cuatro palabras finales: “¿Y nosotros? oh nosotros ..."

## Interpretación

### Berlín

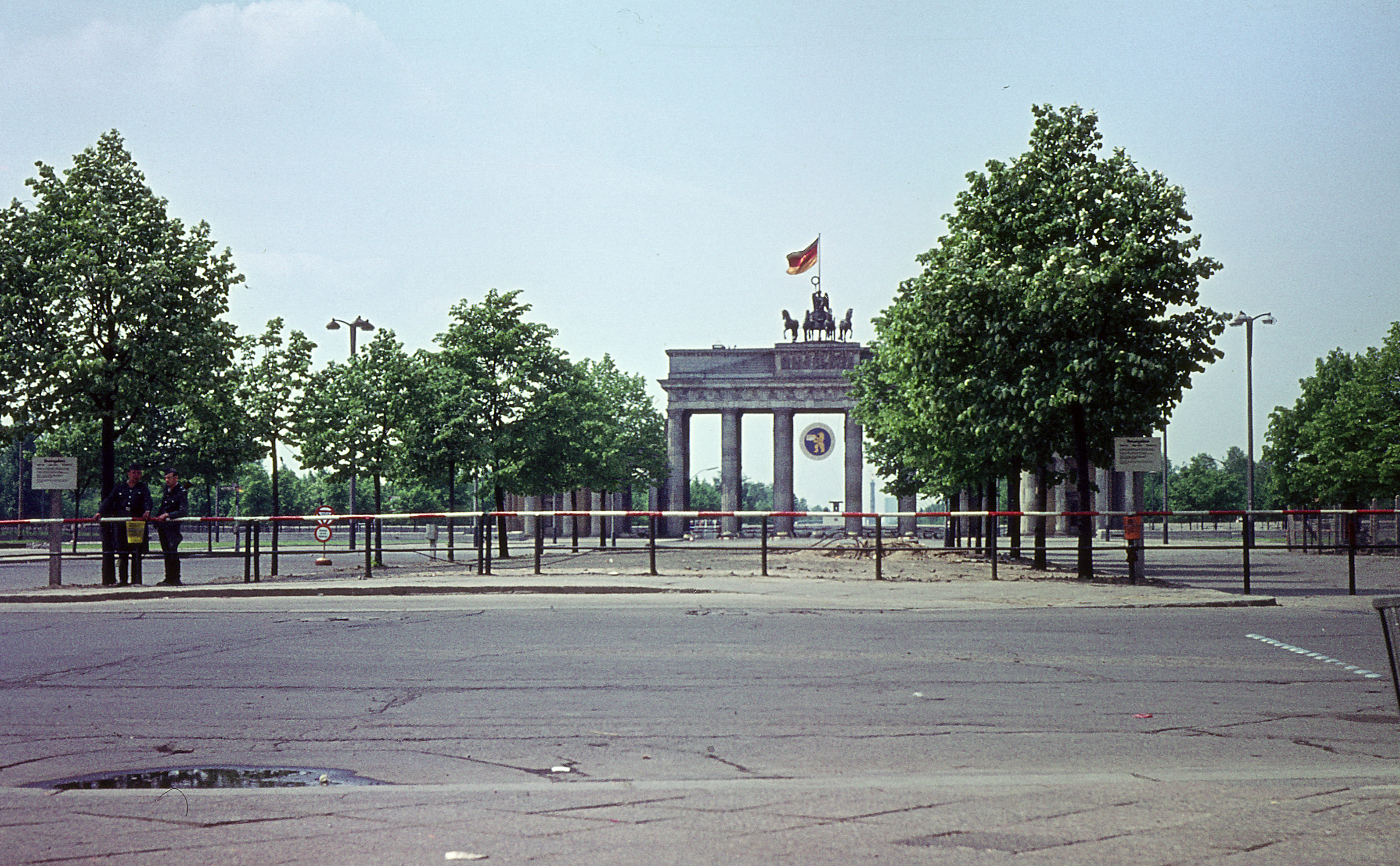
La Pariser Platz cerrada en 1964

El Berlín de El día de todas las almas es una ciudad que "sufrió un derrame cerebral" cuyas "consecuencias [...] aún son visibles". El muro se convierte en una "cicatriz que se vería durante mucho tiempo" y luego resonó en la cicatriz de Elik Oranje. “Cualquiera que fuera sensible a él casi podía sentir físicamente la ruptura. Pero, al mismo tiempo, Berlín también es una obra de arte que espera ser moldeada. A través de la división, la Plaza de París se convierte en “un amplio espacio vacío […] como en un Mondrian temprano”. La inmensidad de Berlín recuerda a los cuadros de Caspar David Friedrich, que Daane visitó en el Palacio de Charlottenburg. Su total falta de ironía, que le atrae y le repele a la vez, su patetismo se convierte en un símbolo del alma alemana para Daane, que siempre recalca a sus amigos holandeses: “Me gusta estar allí, son gente seria.
El propio Daane no puede explicar “por qué este amor secreto era Berlín y no ciudades más placenteras o emocionantes, como Madrid o Nueva York. Solo sabe: "Estoy en todas partes de forma un poco reacia. Y es precisamente este sentimiento el que parece convenirle particularmente bien en Berlín, porque en esta ciudad "la propia melancolía parecía formar una conexión con otro elemento, más obstinado y más peligroso, que quizás también podría calificarse de melancolía", pero que surgía de la historia de la ciudad, de "las anchas calles por las que podían desfilar ejércitos enteros, los pomposos edificios y los espacios vacíos entre ellos" y las numerosas relaciones victimario-víctima que se habían desarrollado en esta ciudad, "un recuerdo en el que uno podía deambular durante años. Este estado de ánimo, que conecta a Daane con Berlín, encuentra su expresión en el crepúsculo del día, en el que se desarrolla gran parte de la novela. "[E]l encanto inefable de la luz en la oscuridad", tienta al cineasta a plasmarlo una y otra vez en celuloide para su "colección". En una entrevista, Nooteboom confesó sobre su propia relación con Berlín: “Me gusta lo provisional. Soy un maestro del provisionalismo. Eso es lo que me conecta con Berlín. 
En El día de todas las almas, Berlín es también la ciudad de la tensión entre Oriente y Occidente, Norte y Sur, presente y pasado, y la zona fronteriza entre estos opuestos. Los contrastes se reflejan en las diferentes nacionalidades y personajes del grupo de amigos y en particular en el personaje de Elik Oranje, una mujer que tiene nombre de hombre, nombre balcánico y apellido de la familia real holandesa, que nació en España y ahora estudia en Alemania. En su novela “[t]oda la raza humana vista a través del prisma de Berlín”, [ Nooteboom muestra una ciudad que en invierno se puede transformar en una aldea en la tundra, en la que uno puede tanto almacenar algo como descubrir algo escondido.

### Flâneur
Arthur Daane corresponde a la figura literaria de un flâneur que pasea por las calles de Berlín, absorbiendo impresiones y transformándolas en reflexiones. No solo observa con los ojos, sino también con la cámara, con la que registra sus percepciones. Nooteboom se refiere a Walter Benjamin: “En algún momento Arthur quiso hacer un programa con Victor sobre Walter Benjamin, que hubiera querido nombrar, basándose en una cita de Benjamin sobre el flâneur "Las suelas de la memoria", en cuyo caso Víctor habría tenido que asumir el papel de un flâneur berlinés, porque si alguien caminaba sobre las suelas de la memoria, era él. La conversación entre los cuatro amigos se caracteriza también por el “pensamiento de paseo”, en el que un tema concreto puede dar lugar a tediosos discursos filosóficos, que se tratan “de paso” en la vinoteca de Schultzen.
En un ensayo de 1995 sobre el flâneur, Nooteboom escribió: “Los flâneurs son artistas, aunque no escriban. Ellos son los encargados de mantener la memoria, son los observadores de la desaparición, […] son el ojo, el registro, la memoria, el juicio y el archivo, en el flâneur la ciudad toma conciencia de sí misma. Y ya se refirió allí a Benjamín: “[E]n sus suelas, según Walter Benjamín, están sus recuerdos, las cosas que ya todo el mundo ha olvidado porque no te sirven. Es el transeúnte completamente inútil y al mismo tiempo absolutamente indispensable, su trabajo consiste en lo que otros se pierden”.

### Desaparecer

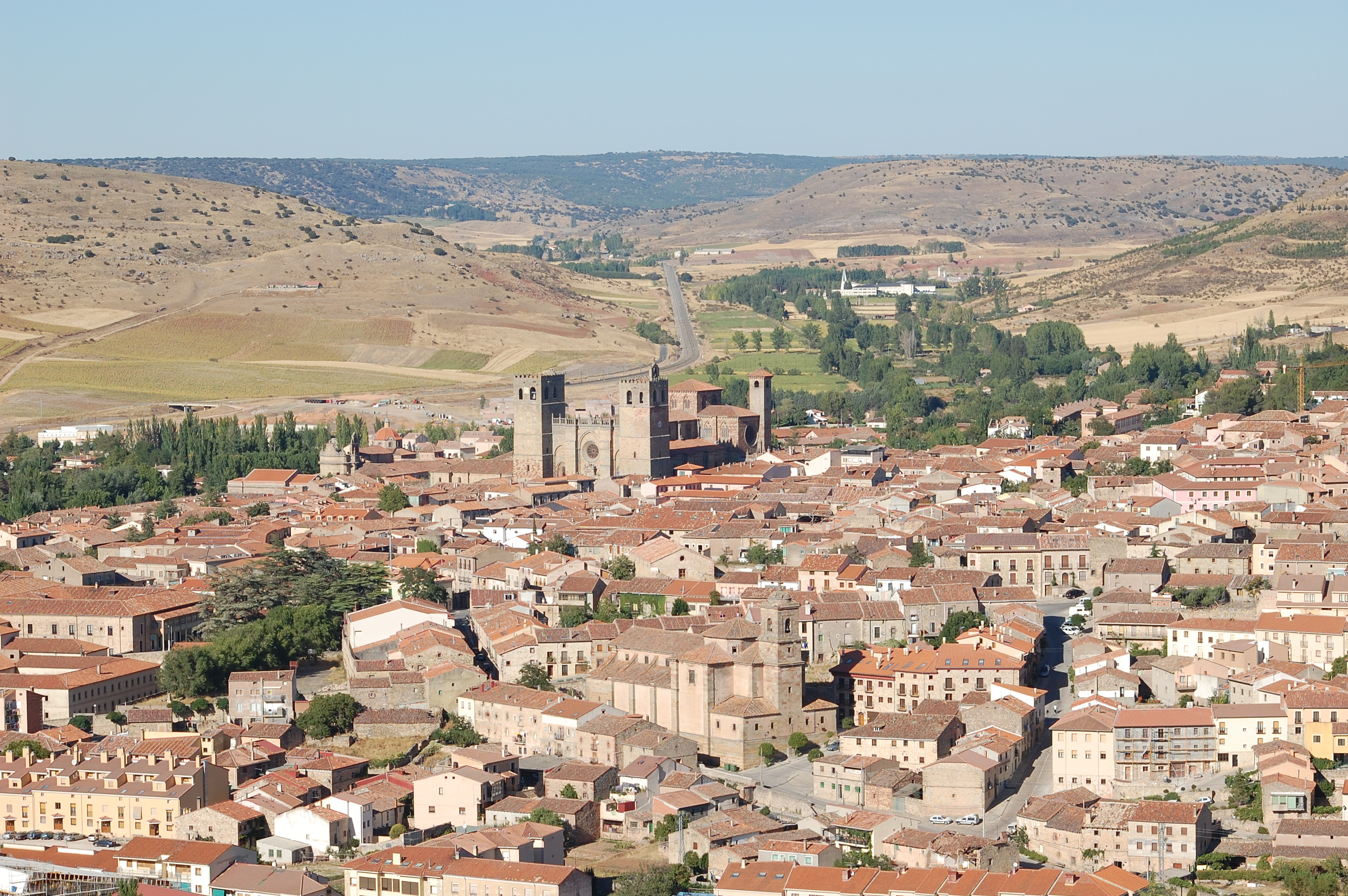
Sigüenza, en el centro la catedral

En el día de los Fieles Difuntos, la Iglesia Católica Romana conmemora las almas de los muertos. “Los muertos esperan esto todo el año." Pero para Arthur Daane están constantemente presentes, tanto su esposa e hijo muertos como los moribundos, que ya acompañan sus primeros pasos en el invernal Berlín. A Daane lo deprime "la indiferencia del mundo", "la desaparición de los recuerdos sin dejar rastro", que "se ha negado en todas partes." Lucha contra esta desaparición con su cámara: “Quiero preservar las cosas que nadie ve, a las que nadie presta atención, quiero proteger las cosas más comunes para que no desaparezcan. Su lucha es sin ilusiones, pero no por ello menos heroica. Defiende los recuerdos filmados durante un robo sin que le importe su propia vida. Lo que queda es un "hombre en un charco de sangre, con una cámara en los brazos".
El anhelo de Arthur Daane por evitar con su cámara que las cosas desaparezcan se refleja en la investigación de Elik Oranje sobre la reina Urraca: "Debería ser un acto de amor, ella salvará a esta mujer del olvido asfixiante". Las obsesiones de ambos los aíslan del mundo y, en última instancia, significan que tampoco pueden acercarse el uno al otro. Arthur Daane se mueve en una zona gris, un reino intermedio entre la vida y la muerte. "El cineasta está in absentia [ausente]", como se burlan sus amigos, y más tarde: "Ya ni siquiera estás ahí". Todos los escalones de la novela lo llevan abajo, al sótano de Elik, al metro, a la a catedral Sigüenza. Daane filma su propia sombra, convirtiéndose en parte de su 'colección', 'unas huellas en la nieve', '[a]parte de todo lo que desapareció. El cineasta desaparece en su propia obra.

## Posición en el trabajo de Nooteboom

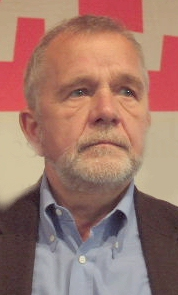
Rüdiger Safranski

Para Nooteboom, que viajó a numerosos países como escritor de viajes, Berlín siempre ha sido un punto fijo en su obra. En 1963 informó allí desde el VI. Congreso del SED. Desde principios de 1989 hasta junio de 1990 vivió en Berlín como becario del programa de artistas de Berlín del Servicio Alemán de Intercambio Académico y experimentó de primera mano la agitación política y la reunificación alemana. Informó sobre este período en su colección de ensayos, Notas de Berlín. En 1991 el volumen recibió el primer premio de literatura otorgado el 3 de octubre. Más tarde volvió a Berlín una y otra vez, por lo que la transcripción de un discurso publicado en 1997 lleva el título Regreso a Berlín.
Además de la referencia a Berlín, en El día de todas las almas se pueden encontrar partes del cosmos de Nooteboom, desde el desvío a Santiago que finalmente Daane no tomó, el viaje a Japón hasta los poemas de la Letanía del Ojo. En Los amigos de Arthur Daane, creó un monumento literario a dos de sus propios amigos: el filósofo Arno Tieck es un retrato de Rüdiger Safranski, "quien puede explicar las cuestiones filosóficas más complicadas tan bellamente que puedo entenderlas durante al menos diez minutos". Víctor Leven, el "artista de revistas de antes de la guerra" con el delgado "bigote de un David Niven " es un "alter ego" del artista holandés Armando (Herman Dirk van Dodeweerd). El propio Arthur Daane es la imagen y la contrapartida de Nooteboom al mismo tiempo: es más alto que Nooteboom y veinte años más joven, lo que, según Ulrich Greiner, a veces significa que “Daane es un poco más sabio de lo que se merece.

## Recepción
Como la mayoría de las publicaciones de Nooteboom, El día de todas las almas encontró mayor atención en el mundo de habla alemana después del éxito de su novela La historia siguiente. La reputación de Nooteboom llegó a Inglaterra solo "en forma de un rumor lejano", como dijo Hugo Barnacle en su intento de hacer llegar la traducción al inglés de El día de todas las almas  a los británicos. Berlín, el lugar de la acción, despertó un interés particular en Alemania. La novela fue recibida de manera extremadamente positiva en los feuilletons de lengua alemana, con elogios llamativos y evaluaciones diferenciadas.
El editor alemán de Nooteboom, Siegfried Unseld, colocó a El día de todas las almas en una fila con grandes modelos a seguir cuando escribió que la novela se dirigía a "los grandes flâneurs de nuestro siglo que ofrecieron orientación, sabiduría y entretenimiento: Egon Friedell, Franz Hessel, Arthur Elösser, Walter Benjamín". Joachim Sartorius compartió esta evaluación e hizo una recomendación de lectura: El día de todas las almas es el libro más personal de Nooteboom, que tiene cosas válidas que decir sobre su creencia en el arte, sobre los miedos y alegrías de la vida. Si está buscando una gran metáfora sobre el misterio de todas las vidas individuales, debe leer esta novela. Sobre el tema de la novela de la gran ciudad, Wolfgang Hädecke dijo: El día de todas las almas es una de las novelas berlinesas más importantes del siglo". Rüdiger Safranski, quien aparece retratado en la novela, enfatizó que fue "el holandés Cees Nooteboom quien escribió la mejor novela de Berlín de los últimos tiempos", que fue "pero también una gran meditación desarrollada narrativamente sobre el tiempo y la fugacidad". Según Rolf Brockschmidt, Nooteboom está "en plena forma en los pasajes sobre Berlín [...], el idioma fluye con facilidad en oraciones ingeniosas [...] Encanta al lector, sorprendiéndolo con saltos de pensamiento, mientras que los debates filosóficos de sus amigos son a menudo un poco pesados. El día de todas las almas es una novela que te pide que hagas una pausa. […] Una novela de gran seriedad, acompañada de un humor sutil.
Sin embargo, la novela también fue criticada. Para Verena Auffermann, en El día de todas las almas se trata de "todo y nada, sobre el espacio vacío dentro de sí mismo, sobre la naturaleza del amor, la despedida y la muerte. Pero concluye: El día de todas las almas tiene buenos pasajes y grandes debilidades. Nooteboom amplía sus letras, incluso si te gusta escuchar las (auto)conversaciones. El libro es demasiado grueso para un cuento […], la actitud del filósofo andante no es la adecuada para la novela. " Christoph Bartmann considera que: "se come mucho, se habla todavía más y en el medio hay vigorosos editoriales en la novela [...] Nooteboom es un maestro del sentimentalismo intelectual. Thomas Poiss criticó: "Figuras como los participantes de la mesa redonda se mantienen planas. [...] Son máscaras cuyas aportaciones a la conversación apenas están individualizadas por vivencias, de modo que los diálogos del cuarteto se asemejan a una mesa de clientes habituales". Para él, Elik sigue siendo “una mujer sin olor, reducida a su cicatriz y su voluntad. Para él, el truco de “mirar el mundo desde la perspectiva de los muertos al mismo tiempo” revelaba “los déficits técnicos de la novela. Un libro que traslada las funciones del narrador autoral al más allá no es capaz de organizar adecuadamente su material en este mundo.
Claus-Ulrich Bielefeld, en cambio, considera que el narrador y el ensayista Nooteboom “jugaron el uno al otro con ligereza y con un guiño”, concluyendo: “Cees Nooteboom expuso la dialéctica del recuerdo y el olvido, pasado y realidad, nos hizo partícipes de su búsqueda del tiempo perdido de manera alusiva e ingeniosa: una gran aventura de lectura. Para Ulrich Greiner con El día de todas las almas Cees Nooteboom escribió "otra gran y reposada novela europea y cosmopolita". El libro es una novela de Berlín, una novela histórica y un romance al mismo tiempo y “una victoria. Por un momento uno es capaz de afrontar el paso del tiempo sin sentir la maldición de la impermanencia." Lothar Schmidt-Mühlisch juzgó: "La última novela de Cees Nooteboom, El día de todas las almas, lleva a cabo de manera aún más consistente, aún más urgente, incluso más dolorosa, lo que la mayoría de sus libros han hecho antes: recorre el mundo y trata desesperadamente de obtener una imagen de eso La novela no es una novela romántica, sino un discurso sobre la incapacidad del hombre para vivir en su condición.
Al igual que las publicaciones anteriores de Nooteboom, las cifras de ventas de la traducción al alemán de El día de todas las almas la colocaron en la lista de libros más vendidos de Spiegel, desde el 29 de marzo al 5 de julio de 1999. 

## Literatura

### Ediciones
- Cees Nooteboom: Allerseelen. Traducción de Helga van Beuningen. Suhrkamp, Frankfurt am Main 2000, ISBN 3-518-39663-3 (los números de página indicados se refieren a esta edición)
- Cees Nooteboom: Allerseelen. Lectura abreviada del autor. Hoffmann and Campe, Hamburgo 2006, ISBN 3-455-30467-2

### Literatura secundaria
- Iris Hermann: Eingeschränkte Sichtbarkeit und Medialität in Cees Nootebooms Roman „Allerseelen“. In: Zeitschrift für Literaturwissenschaft und Linguistik 39 (2009), Nr. 153, p. 156–170.
- Matthias Keidel: Die Wiederkehr der Flaneure. Königshausen & Neumann, Würzburg 2006, ISBN 3-8260-3193-8, p. 169–194